# Theobald Wolfe Tone

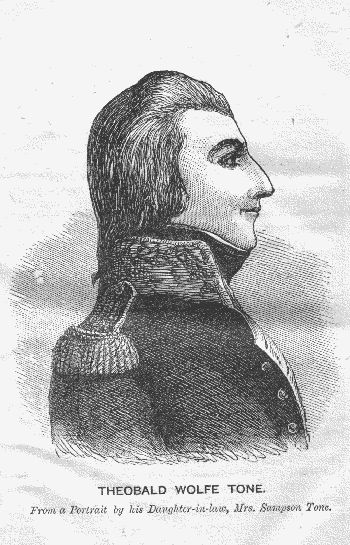
Theobald Wolfe Tone

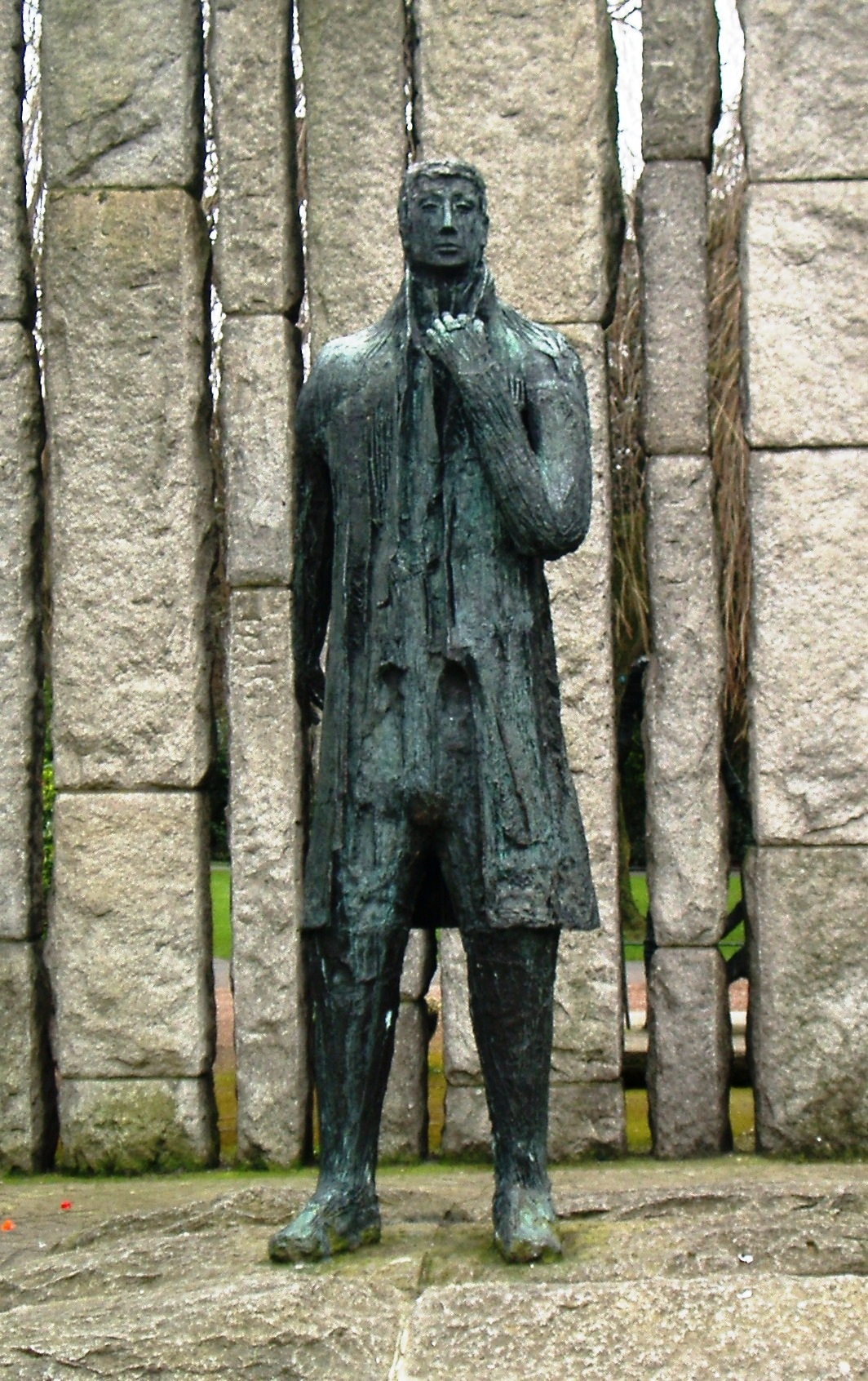
Wolfe Tone Statue van Edward Delaney, St. Stephen's Green in Dublin

Theobald Wolfe Tone, (20 juni 1763 - 19 november 1798) was een Ierse nationalist. Hij was een van de leiders van de Society of United Irishmen. Wolfe Tone wordt beschouwd als de vader van de republikeinse beweging in Ierland.

## Biografie
Wolfe Tone stamde uit een Iers protestantse familie in Dublin. Hij studeerde rechten aan Trinity College in zijn geboorteplaats. Tijdens zijn studie leerde hij zijn vrouw Matilda Witherington kennen. Ze huwden in het geheim op 21 juli 1785 in de Sint-Annakerk te Dublin en kregen twee zonen en een dochter.
Na zijn studie werd hij advocaat. Hij vestigde zich in Londen, maar wist daar geen naam te maken. Daarop stortte hij zich in de politiek van zijn geboorteland.
De Franse Revolutie veroorzaakte ook in Ierland de nodige ophef. Met name onder de twee achtergestelde groepen, de katholieken in heel Ierland en in Ulster de calvinistische presbyterianen. Met name die laatste groep voelde zich aangetrokken tot de idealen van de Franse Revolutie. 
Wolfe Tone zelf hoorde als anglicaan van huis uit bij de protestantse elite. Hij zag weinig heil in het streven van de katholieke elite naar meer zelfbestuur binnen het Britse rijk. Zijn ideaal werd een Ierse republiek met gelijke rechten voor alle richtingen, katholiek, calvinistisch én anglicaans.

## De United Irishmen
In oktober 1791 stichtte Tone samen met Thomas Russell en James Napper Tandy de Society of United Irishmen. Het doel van deze beweging was primair het samenbinden van katholieken en protestanten. In eerste instantie streefde de beweging naar politieke hervormingen via de parlementaire weg, maar toen duidelijk werd dat daarmee geen snel resultaat viel te behalen radicaliseerde de beweging in een richting die Wolfe Tone steeds had voorgestaan, het streven naar een Ierse republiek door een gewapende opstand.

## Dood
Hij zocht steun in Frankrijk, aartsvijand van de Britten, maar het "Vrijheid, Gelijkheid en Broederschap" van de Franse Revolutie leek daar niet als exportproduct voor Ierland gezien te worden. Tone wist wel gedaan te krijgen dat met militaire steun van de Fransen in december 1796 een kleine invasiemacht zou uitvaren maar een storm sloeg deze vlak voor de Bantrybaai, in het zuidwesten van Ierland, uiteen. Latere halfslachtige pogingen eindigden in tragische mislukkingen en Tone werd door de Britten gearresteerd. Hij beriep zich erop inmiddels Frans officier te zijn maar desondanks werd hij wegens hoogverraad tot de strop veroordeeld. Een dag vóór zijn geplande executie deed Tone een zelfmoordpoging in de Provost's Prison in Dublin: met een zakmes sneed hij zich de keel door. Een week later overleed hij aan zijn verwondingen.

## Nakomelingen
Zijn enige overlevende kind, William Theobald Wolfe Tone, werd later soldaat in het Franse leger, en vocht in de veldslagen van Löwenberg, Goldberg, Dresden, Bauthen, Mühlberg, Aachen, en Leipzig, waar hij raakte gewond. Na de nederlaag van Napoleon bij Waterloo, emigreerde hij naar Amerika waar hij kapitein in het leger van de Verenigde Staten werd, en waar hij overleed in 1828.